# Piet Veenstra (cellist)
Pieter Arie (Piet) Veenstra (Den Haag, 1 mei 1923 - Den Haag, 1 augustus 2009) was een Nederlands programmeur binnen de moderne klassieke muziek.
Hij was zoon van pianiste Elisabeth Rebecca (Betsie) van Loenen en hoornist/violist Pieter Arie (Piet) Veenstra. Beiden waren opgeleid aan het Haags Conservatorium. Hij speelde in het Residentie Orkest en was docent te Rotterdam. Zij namen hem al op jonge leeftijd mee naar muziekuitvoeringen.
Veenstra was binnen zijn vakgebied artistiek adviseur bij het Residentie Orkest (1970-1985/86) onder Ferdinand Leitner, alhoewel er verschil van mening is over zijn invloed. Daarna volgden het Nederlands Balletorkest (1985-1996), het Noordhollands Philharmonisch Orkest (1985-) met Lucas Vis en waarnemend adviseur voor Jan Zekveld bij het Koninklijk Concertgebouworkest (1991-1997). Hij was ook organisator bij Stichting Het Luistermuseum in Den Haag, met praatjes en voorbeelden uit de Eigentijdse klassieke muziek. Voor het KCO stelde hij de Index Veenstranianum vast, een lijst met 145 belangrijke Nederlandse symfonische werken.
Veenstra was van huis uit cellist, die, ook opgeleid aan het Haags Conservatorium, vanaf 1945 in het Residentie Orkest speelde en vanaf 1970 deel uitmaakte van de programmacommissie van dat orkest, leidend tot genoemde functies.   
Voor zijn werkzaamheden ontving hij diverse prijzen: een Edison voor de platencassette 400 jaar Nederlandse muziek; de eerste Jan van Gilseprijs van Geneco, de Evert Cornelisprijs en nog een Franse en Tsjechische prijs.  
In 2003 ging hij met pensioen. Hij overleed 86 jaar oud. 